# Adolf Eckert
Adolf Eckert, uváděn též Ekerth (18. listopadu 1840 Včelákov - 5. října 1910 Chrudim), byl český pedagog, agronom, vydavatel, odborný spisovatel a publicista.

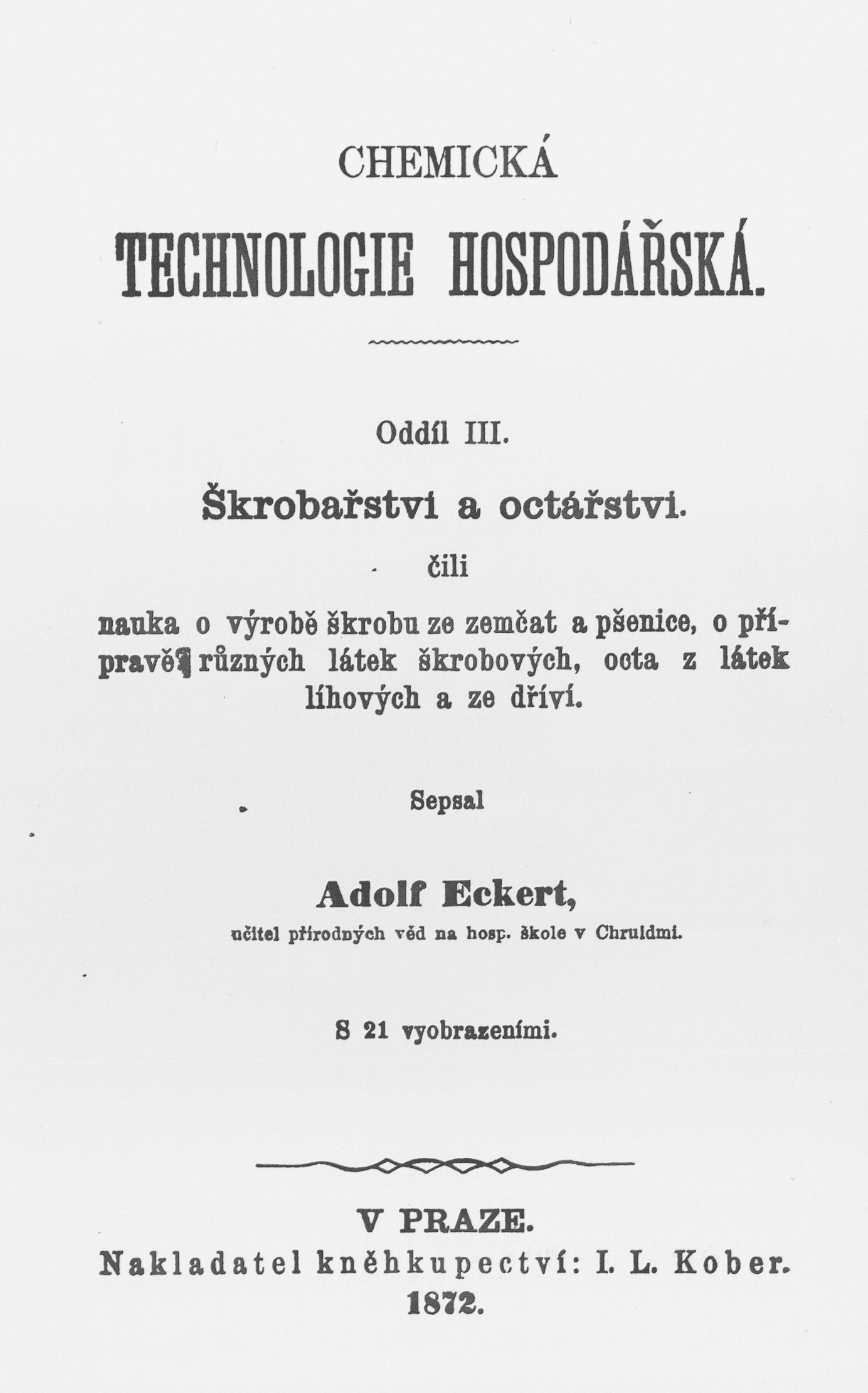
Chemická technologie hospodářská, napsal Adolf Eckert, 1872

## Život
Narodil se v obci Včelákov do rodiny revírníka Matěje Ekertha a jeho ženy Marie Petráňové. Základní vzdělání získal ve vesnické škole ve svém rodišti, poté absolvoval studium na vyšší reálce a následně pak v Praze vystudoval chemii na tzv. Polytechnice. Po ukončení studia ještě absolvoval zkoušku potřebnou pro pedagogy a od podzimu roku 1868 vyučoval přírodní vědy a v letech 1869 až 1871 též vykonával správce na německo-české hospodářsko-vinařské škole ve Znojmě. Následně na půl roku nastoupil jako učitel na nově zřízený Pomologický ústav v Praze-Troji a v lednu téhož roku se oženil s Marií Tkadlecovou a později spolu vychovali čtyři syny.
V roce 1871 se odstěhoval do Chrudimi, od října působil jako učitel přírodních nauk a od září 1875 již jako ředitel dvouleté rolnické školy, která byla roku 1885 povýšena na Královskou zemskou střední hospodářskou školu. V roce 1902 odešel Adolf Eckert na vyžádaný odpočinek a začátkem února roku 1910 zde zemřel, následně byl pohřben na hřbitově U Kříže.
Adolf Eckert vydal 8 učebnic a praktických příruček. Byl vydavatelem odborných časopisů a 34 let redigoval vlastní časopis Hospodářský list a založil České zahradnické listy.

## Dílo (výběr)
- Chemická technologie hospodářská 1872[5]
- Vypočítávání a vyměřování ploch a těles pro rolníky
- Základové lučby rolnické
- Nauka o výživě rostlin hospodářských
- O důležitosti a používání strojených hnojiv
- Mléčné hospodářství
- Nauka o přípravě vína
- Pěstování rostlin hospodářských
- Tuberkulosa zvířat hospodářských a jak lze ji obmeziti
- Pěstování rostlin pícních 1890
- Několik pravidel zdravotnických 1891[6]
- Pěstování cukrovky 1892

## Vyznamenání
- Řád Františka Josefa V. třída: rytíř 1902